# Solieria flavescens
Solieria flavescens là một loài ruồi trong họ Tachinidae.